# Ministerio Noruego de Agricultura y Alimentos
El Real Ministerio Noruego de Agricultura y Alimentos (del noruego: Landbruks- og matdepartementet) es un ministerio noruego establecido el 17 de febrero de 1900. Es responsable de la agricultura, la silvicultura y los alimentos en Noruega. Está dirigido por el ministro Lars Peder Brekk del Partido de Centro. El cual debe rendir informes al Stortinget (parlamento noruego).

## Organización
El ministerio está dividido en las siguientes secciones:
- Personal político
- Unidad de comunicación
- Departamento de Asuntos Administrativos y Económicos
- Departamento de Bosques - y Política de Recursos Naturales
- Departamento de Política Alimentaria
- Departamento de Política Agrícola
- Departamento de Investigació, Innovación y Política Regional

### Personal político
- Ministro - Lars Peder Brekk (Partido de Centro)
- Secretaria de Estado - Ola T. Heggem (Partido de Centro)
- Consejera político - Ane Hansdatter Kismul (Partido de Centro)

### Subsidiarias
Bajo el ministerio hay cuatro agencias administrativas y dos empresas estatales:
- Gobernador de condado o Fylkesmannen (sitio oficial] (enlace roto disponible en Internet Archive; véase el historial, la primera versión y la última).) Autoridad regional del gobierno, con un gobernado en cada uno de los 18 condados.
- Autoridad Agrícola Noruega o Staten landsbruksforvaltning (sitio oficial] (enlace roto disponible en Internet Archive; véase el historial, la primera versión y la última).).
- Autoridad Noruega de Seguridad Alimentaria o Mattilsynet (sitio oficial] (enlace roto disponible en Internet Archive; véase el historial, la primera versión y la última).) Controla todos los aspectos de la seguridad alimentaria, incluyendo agricultura, importaciones y comercio.
- Administración de Ganadería de Renos o Reindriftforvaltningen (sitio oficial] (enlace roto disponible en Internet Archive; véase el historial, la primera versión y la última).).

Empresas estatales
- Statskog (sitio oficial] (enlace roto disponible en Internet Archive; véase el historial, la primera versión y la última).) Maneja las propiedades estatales de bosques.

Compañías limitadas:
- Staur Farm o Staur Gård (sitio oficial] (enlace roto disponible en Internet Archive; véase el historial, la primera versión y la última).) Es una granja.